# Капліце
Kaplice (Кaplice) (Czech pronunciation: [ˈkaplɪtsɛ]; нім. Kaplitz) — місто в окрузі Чеський Крумлов Південночеського краю Чехії. Тут проживає близько 7000 жителів. Історичний центр міста добре зберігся і охороняється законом як пам'ятна зона міста.

## Адміністративні частини
Села Бланско, Добехов, Градиште, Губенов, Кветонов, Мостки, Порешин, Порешінець, Розпуті та Ждяр є адміністративними частинами Капліце.

## Географія
Капліце знаходиться приблизно в 15 км на південний схід від Чеського Крумлова та 25 км на південь від Чеських Будейовіце. Він розташований у передгір'ї Гратцен. Найвищою точкою є пагорб Градишський врх висотою 780 метрів. Місто розташоване на річці Малше. На території є декілька ставків.

## Історія
Перша письмова згадка про Капліце датується 1257 роком, згідно з якою воно було власністю монастиря в Мілевському. Він був заснований як ринкове селище на важливому торговельному шляху, що з'єднує Верхню Австрію з Південною Богемією. Вигідне становище стало головним фактором його швидкого розвитку.
У 13 столітті воно стало частиною маєтку Поршешин, заснованого Баворами зі Страконіце. У 1382 році Капліце стало містом з усіма міськими привілеями, але залишалося під впливом володарів Поршешина до 1387 року.
Після того, як Капліце та Поршешин були придбані Олдржихом II Розенбергом, він дозволив замок Поршешин спалити в 1434 році, щоб йому не довелося інвестувати в нього та платити за слуг. Після того, як Розенберги вимерли, маєтки успадкували Швамберги, а потім були передані переможцям у битві біля Білої Гори, емпіричному генералу Карлу Бонавентурі, графу Букуа. Місто отримало ряд привілеїв, що позитивно вплинуло на його економічний розвиток. Тим не менш, цей розвиток багато разів у минулому серйозно постраждав від таких катастроф, як часті пожежі, спустошення та пограбування під час воєн, особливо під час гуситських війн і Тридцятилітньої війни. До кінця XV століття населення міста стало німецькомовним.